# Wei Yuk
 (septembre 2020).
Boshan Wei Yuk (韋寶珊, 1849 - 16 décembre 1921), est un homme d'affaires et politicien hongkongais, membre du Conseil législatif de Hong Kong et figure importante des débuts de l'établissement de la colonie britannique.
Travaillant surtout à la communication entre le gouvernement colonial britannique et les résidents chinois, il est l'un des premiers Chinois à partir étudier en occident et le premier franc-maçon chinois avec Kai Ho (en).

## Biographie
Né à Hong Kong en 1849, Boshan est le fils de Wei Kwong (1825–1879). Il est adopté à 13 ans par le missionnaire américain Elijah Coleman Bridgman et devient le chef comprador de la Mercantile Bank of India, London and China (en) en 1857. Ses frères Wei An et Wei Pei sont respectivement notaire et avocat. Il épouse la fille aînée de Wong Shing (en), le deuxième membre chinois au Conseil législatif de Hong Kong nommé en 1892. Wei reçoit un enseignement privé chinois classique et étudie à l'École centrale du gouvernement (actuelle Queen's College de Hong Kong (en)).
Boshan est l'un des premiers Chinois à se rendre à l'étranger pour étudier à l'occidentale. Il se rend en Angleterre en 1867 où il entre à la Leicester Stoneygate School puis en Écosse en 1868 pour étudier à la Dollar Academy (en) pendant quatre ans. Il revient à Hong Kong après un voyage dans toute l'Europe,.
Il entre au service de la Mercantile Bank of India, London and China. Selon la coutume chinoise, il se retire de son service pendant trois ans après la mort de son père en 1879 et revient en tant que comprador, poste qu'il occupe pendant près de soixante ans,.

## Membre non-officiel du Conseil législatif
Boshan est nommé Juge de paix en 1883 et membre non-officiel du Conseil législatif en 1896, représentant la communauté chinoise aux côtés de Kai Ho (en).
Lors de la session de 1908–09 présidée par le gouverneur Frederick Lugard, une ordonnance visant à modifier celle du magistrat de 1890 et à effectuer certains autres amendements au droit pénal est déposée au Conseil législatif, criminalisant l'habitude chinoise de cracher à l'intérieur et à l'extérieur des bâtiments, rencontre une forte opposition de Kai Ho et Boshan arguant le fait que pénaliser une habitude universelle et presque involontaire contrarierait toute la population chinoise. Une pétition avec 8000 signatures est présentée et rejetée par la législation.
Peu après la révolution chinoise de 1911 , Boshan et Kai Ho votent pour un amendement à l'ordonnance sur la préservation de la paix qui autorisait la flagellation des fauteurs de troubles dans les prisons, afin de prévenir toute instabilité politique et économique à Hong Kong, malgré le soutien de Wei et Ho à la révolution. En avril 1912, le gouvernement de Hong Kong interdit la circulation des pièces de monnaie chinoises car il craint les effets de leur dépréciation après la révolution. En novembre, le gouverneur May encourage la Star Ferry et les deux tramways de Hong Kong a cesser d'accepter les pièces chinoises. De nombreux Chinois le prennent comme une insulte à la nouvelle république de Chine et cela laisse les résidents locaux avec moins d'argent pour les tickets de tramway. Un boycott éclate dans toute la colonie, et Boshan et Kai Ho défendent les compagnies de tramway et condamnent le boycott pour avoir porté atteinte aux économies de Hong Kong et du Guangdong lors d'une réunion à l'Union commerciale chinoise. Le boycott prend fin début février 1913 avec l'aide de marchands chinois locaux.
Boshan est reconduit pour un nouveau mandat de six ans en 1902 et 1908, et un autre mandat de trois ans en 1914. Lorsqu'il prend sa retraite du Conseil législatif en octobre 1917, le gouverneur Francis Henry May lui rend un très grand hommage.

## Fonctions publiques
Il est associé à la proclamation officielle de l'adhésion de Édouard VII et George V. Il est également membre du comité du jubilé de Hong Kong en 1890, du comité de retrait en 1894, du comité de la statue de la Reine et de la commission des propriétés insalubres en 1896, du comité du jubilé de diamant de Victoria et du comité indien d'aide contre la famine en 1897, et du comité du fonds de secours aux typhons en 1906,. Il est également membre du Conseil et de la Cour de l'université de Hong Kong de 1911 à 1921. Boshan et Kai Ho sont les premiers francs-maçons chinois. Ils prennent une part active à la formation de l'université Lodge de Hong Kong n°3666 lorsque l'université de Hong Kong est ouverte en 1912.
Boshan est président de l'hôpital de Tung Wah (en) de 1881 à 1883 et de 1888 à 1889, la plus importante autorité caritative chinoise à Hong Kong. Il cofonde le Po Leung Kuk (en) (société pour la protection des femmes et des enfants) et est membre permanent du comité de la société. Il est ami du fonctionnaire du gouvernement James Stewart Lockhart, parrain de son fils Lock Wei, et est l'un des partisans les plus enthousiastes du projet de Lockhart du Comité des gardiens du district de Hong Kong. Après sa fondation, Boshan est membre permanent du comité de 1898 jusqu'à sa mort en 1921.
Boshan siège également à de nombreuses commissions nommées par le gouvernement pour enquêter sur les questions concernant les Chinois et travaille sur la communication entre les gouvernements de Hong Kong et chinois. Il reçoit une médaille d'or et une lettre de remerciement du grand public et de la communauté chinoise pour son service lors de l'épidémie de peste de 1894. Au cours de la guerre des Six Jours, lorsque les Britanniques prennent le contrôle des Nouveaux Territoires en 1898, Boshan joue un rôle déterminant dans la pacification des résistants chinois. Lui et Kai Ho, ainsi que d'autres hommes d'affaires chinois, avaient répandu la rumeur selon laquelle les Britanniques allaient s'emparer de toutes les terres, afin de persuader les villageois de vendre leurs terres à bon marché.
Boshan est également à l'origine de l'idée d'un chemin de fer de Kowloon à Canton, et de là à Pékin. L'idée est ensuite réalisée par les gouvernements de Hong Kong et de la Chine lors de la construction de la voie ferrée Kowloon-Canton. Boshan dépense de grosses sommes d'argent pour faire avancer le projet, qui échoue à cette époque en raison de l'opposition des responsables chinois.

## Politique chinoise
Pendant la révolution chinoise de 1911, après que le vice-roi de Canton Zhang Mingqi (en) ait trouvé refuge dans l'enceinte du consul général britannique, Boshan aide à rétablir la paix et l'ordre à Canton. Il agit en tant que garant de bonne foi à la fois de l'armée révolutionnaire dirigée par Hu Hanmin et des forces impériales commandées par l'amiral Li Chun à Canton.
Il est récompensé de l'ordre de Chao Ho de troisième classe par le président Yuan Shikai pour ses services. Il se voit également offrir le poste de gouverneur civil de la province du Guangdong après que le gouverneur Hu Hanmin ait été chassé par l'armée de Yuan lors de la seconde révolution (en), mais il décline l'offre.
Les gouverneurs Frederick Lugard et Henry May sont mal à l'aise de l'implication active des non-officiels chinois dans la politique chinoise et les liens étroits avec Canton à leur insu. May est convaincu que Kai Ho et Wei Yuk sont très étroitement associés à l'association Siyi (en) et au gouvernement de Canton. Un article de Hu Hanmin dans la presse chinoise de Hong Kong sur la contribution de Li Chun au succès révolutionnaire au Guangdong en janvier 1912 décrit également le rôle de Boshan dans la révolution. Lugard lui demande des explications sur sa conduite.
Kai Ho n'est pas reconduit au Conseil législatif en mai 1914 car celui-li déclare avoir perdu confiance en lui. Cependant, May écrit être « disposé à acquitter M. Wei Yuk de déloyauté » dans sa dépêche au Secrétaire d'État aux Colonies Lewis Harcourt en 1913. Boshan est reconduit pour un nouveau mandat de trois ans en 1914 jusqu'à sa retraite en 1917.

## Mort
Boshan meurt à son domicile du 37 Wong Nai Chung Road (en) (aujourd'hui démoli et transformé en immeubles résidentiels) à Happy Valley à 21h15 le 16 décembre 1921 à l'âge de 72 ans,. Il laisse derrière lui quatre fils et deux filles. Son fils Wei Wing-lok est un joueur de tennis chinois bien connu qui concourt dans plusieurs matchs de championnat importants en Angleterre (y compris à Wimbledon) dans les années 1920 et est membre de l'équipe olympique de la république de Chine en 1924. La femme de Boshan meurt avant son mari le 7 février 1921.

## Honneurs
En reconnaissance de ses grands services publics à Hong Kong, Boshan est fait compagnon de l'ordre de Saint-Michel et Saint-Georges en 1908. Il est fait chevalier en 1919 après son retrait du Conseil législatif.
Il est également décoré par le roi de Suède Gustave V de l'ordre de Vasa première classe en 1918.
Il reçoit l'ordre de Chao Ho de troisième classe par le président Yuan Shikai pour ses efforts dans le maintien de la paix et de l'ordre à Canton pendant la révolution de 1911.